# آرت این امریکا
آرت این اَمِریکا (انگلیسی: Art in America؛ به معنی هنر در آمریکا) ماهنامه‌ای تصویری و بین‌المللی است که بر روی هنر معاصر در ایالات متحده آمریکا متمرکز است. این مجله دارای مدخل‌هایی دربارهٔ هنرمندان معاصر و آثارشان، خبرهایی دربارهٔ سبک‌های هنری، نقدهای هنری، و گزارش نمایشگاه‌ها است. بنیان‌گذاری شده در ۱۹۱۳، هنر در آمریکا از جمله قدیمی‌ترین و پرهوادارترین مجله‌های هنری در آمریکا است که مخاطبان خود را در میان دلالان آثار هنری، تاریخ‌دانان، و متخصصان هنر دارد.